# Вахромеєво (Конаковський район)
Вахромеєво (рос. Вахромеево) — присілок в Конаковському районі Тверської області Російської Федерації.
Населення становить 123 особи. Входить до складу муніципального утворення місто Конаково.

## Історія
Від 2005 року входить до складу муніципального утворення місто Конаково.

## Населення
| 2010 |
| ---- |
| 123  |